# Полин-естрагон
{{#ifeq:0|0|{{#if:|{{#if:Artemisiadracunculus|[[]}}|}}}}
Поли́н-естраго́н, в кулінарії частіше естраго́н або тарху́н, рідше естрагі́н, острогін (Artemisia dracunculus L., Oligosporus dracunculus (L.) Pojark.) — багаторічна трав'яниста рослина з роду полин висотою до 150 см.

## Будова
Квіти дрібні, жовті чи білуваті, зібрані в кулеподібний кошик. Плоди — плоскі, дрібні, насінини темно-коричневого кольору. Цвіте в липні — вересні. Батьківщина тархуну — Сибір та Монголія. Як культурна рослина тархун відомий давно. На відміну від дикого він має приємний аромат та смак. Тархун — холодостійка рослина, добре росте на легких плодючих вапнякових ґрунтах, в міру зволожених. Розмножується пагонами чи поділом куща, рідко насінням.

## Поширення та середовище існування
Зустрічається в Лісостеповій та Степових зонах України, на берегах річок, в балках, на пустирищах, уздоріжжях.

## Практичне використання
В зелені тархуна міститься у великій кількості ефірна олія, вітаміни С, Р, каротин, рутин, смоли.
Тархун здавна використовують як тонізувальний, бактерицидний, протицинговий та сечогінний засіб. Рекомендують його для покращення роботи шлунка та обміну речовин, для профілактики та лікування авітамінозу, а також як протиглистний засіб.
Серед спецій тархун вважається однією із найкращих, продається під назвою естрагон. Хоча він із роду полинових, від нього не відчувається ніякої гіркоти. Його додають для ароматизації оцту та гірчиці. Використовують при солінні огірків, томатів, баклажанів, грибів, патисонів. Також його використовують при приготуванні тонізувальних напоїв.
На Дону і Кубані, в калмицьких степах і на півдні України вживається як пряна приправа до м'ясних страв, особливо смаженої гуски, польової дичини.
На основі рослини було створено напій "Тархун", що поширений в Україні та сусідніх країнах.

## Галерея

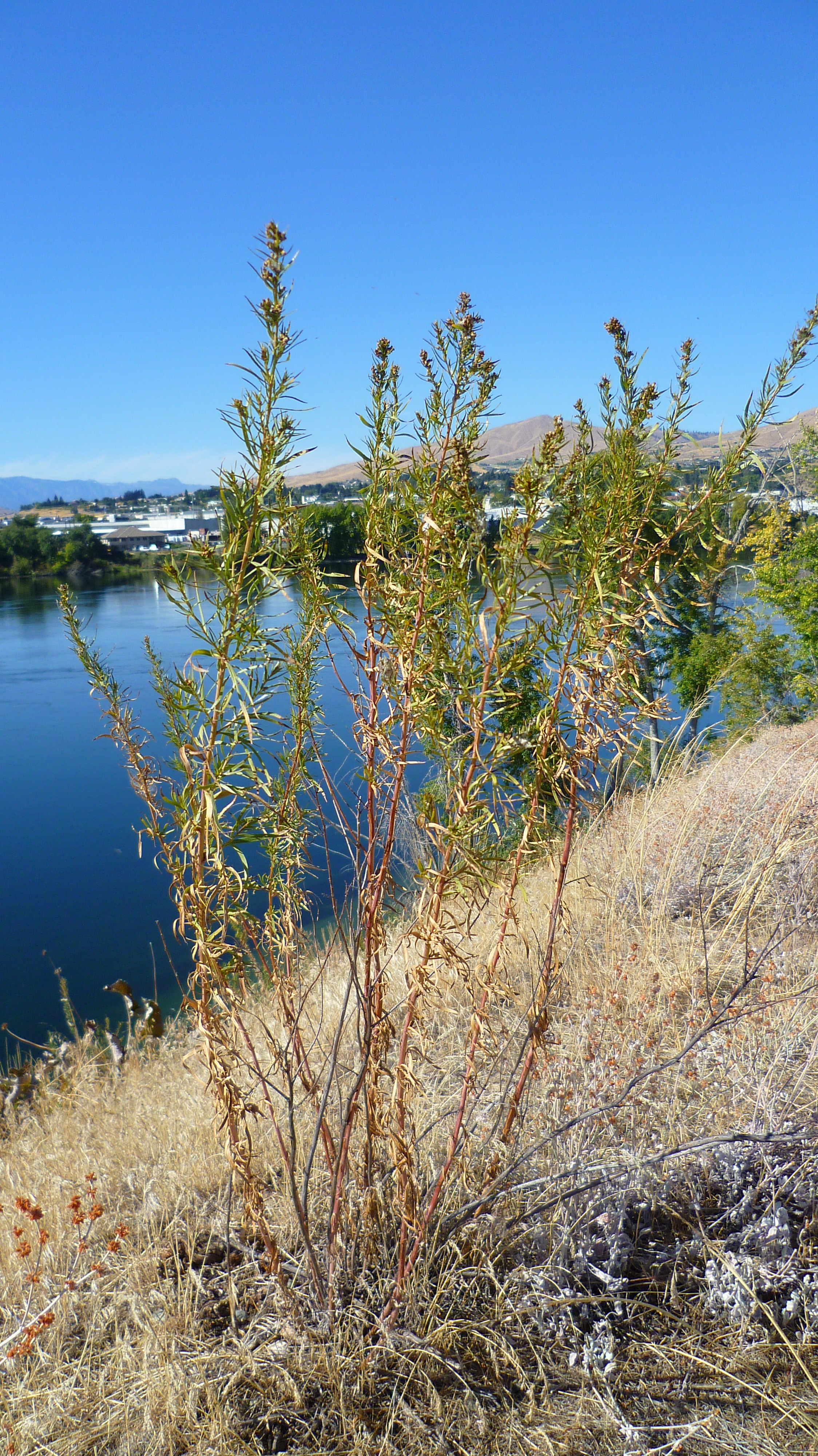
Доросла рослина
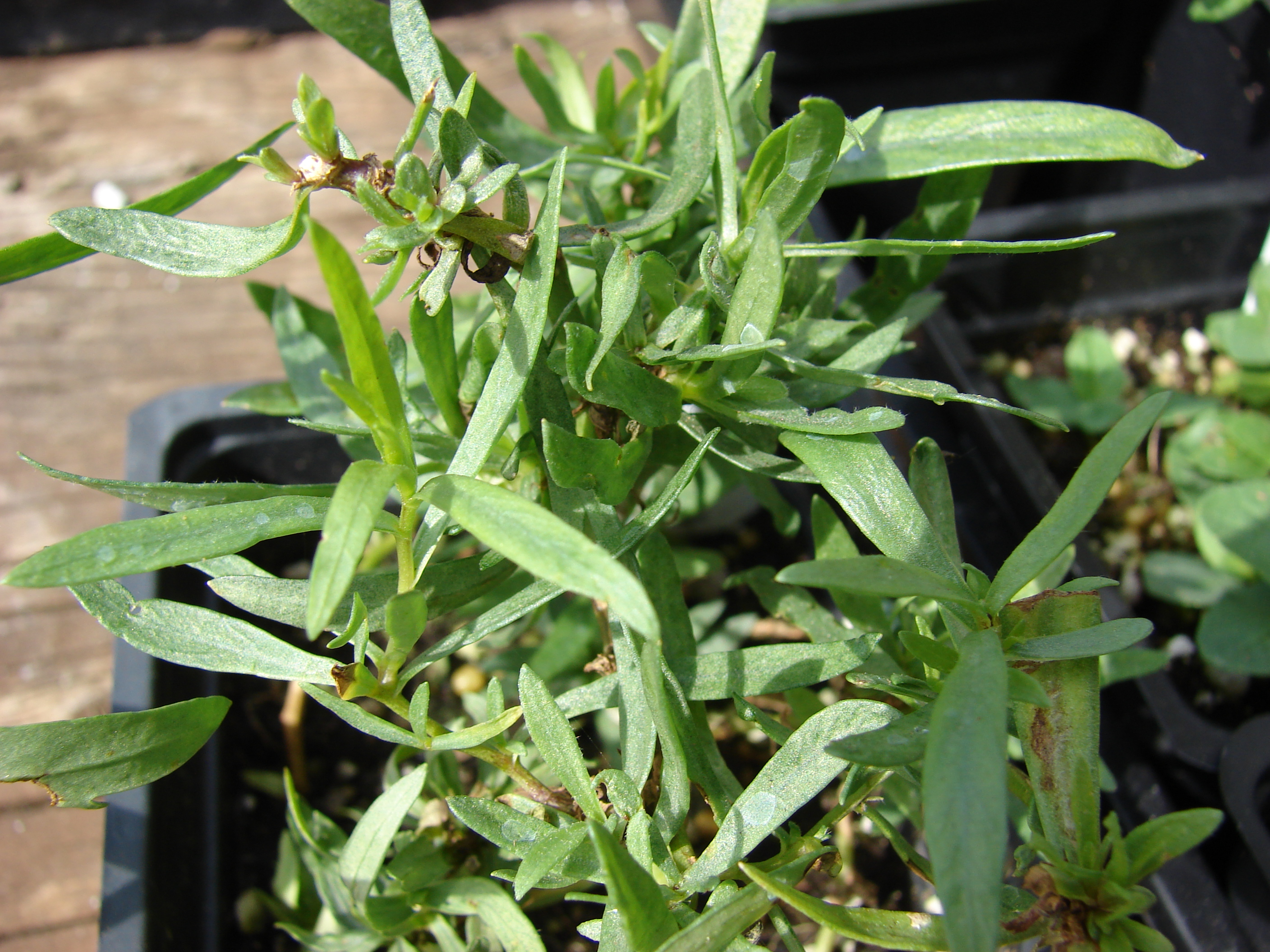
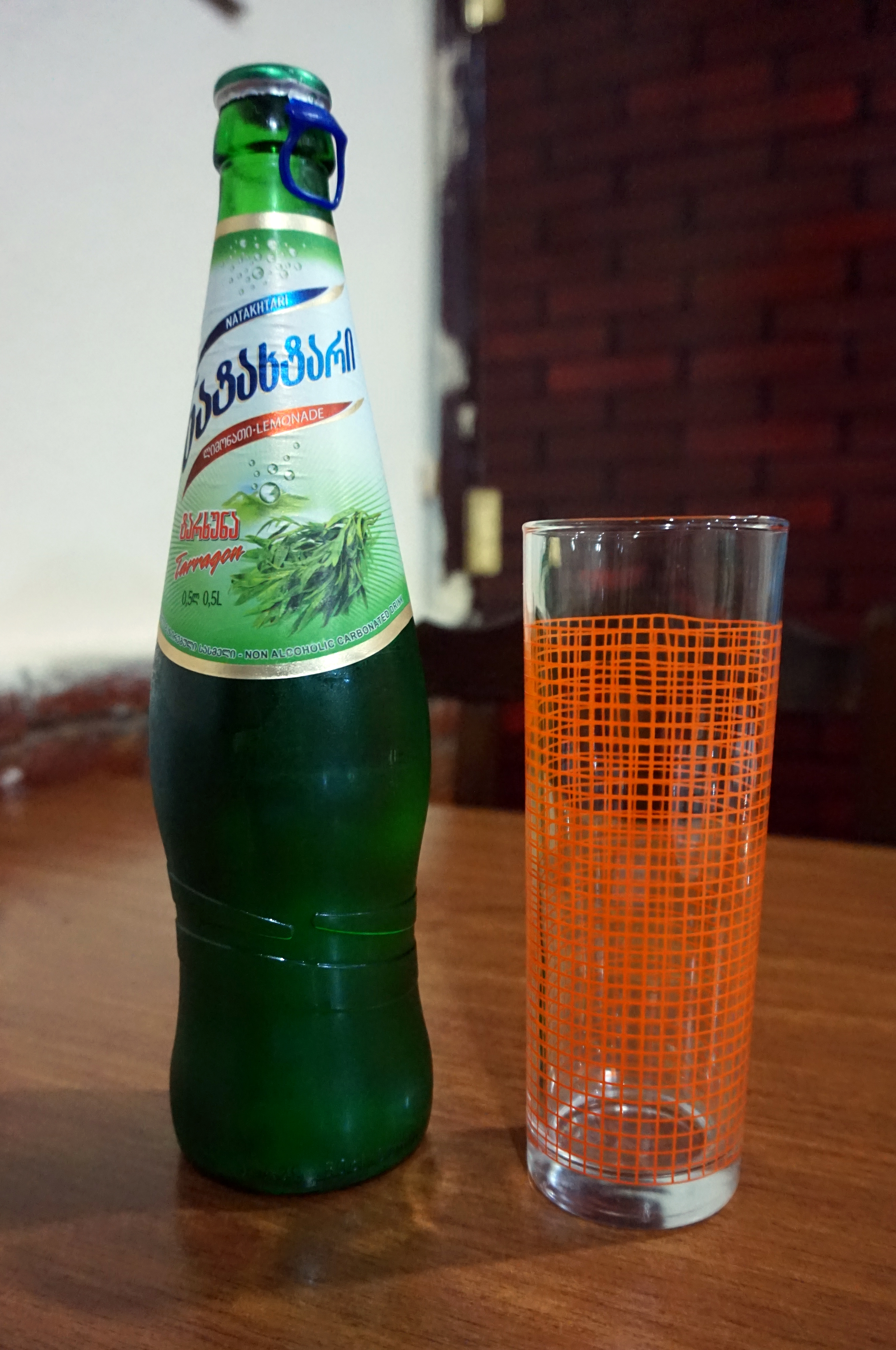
Напій
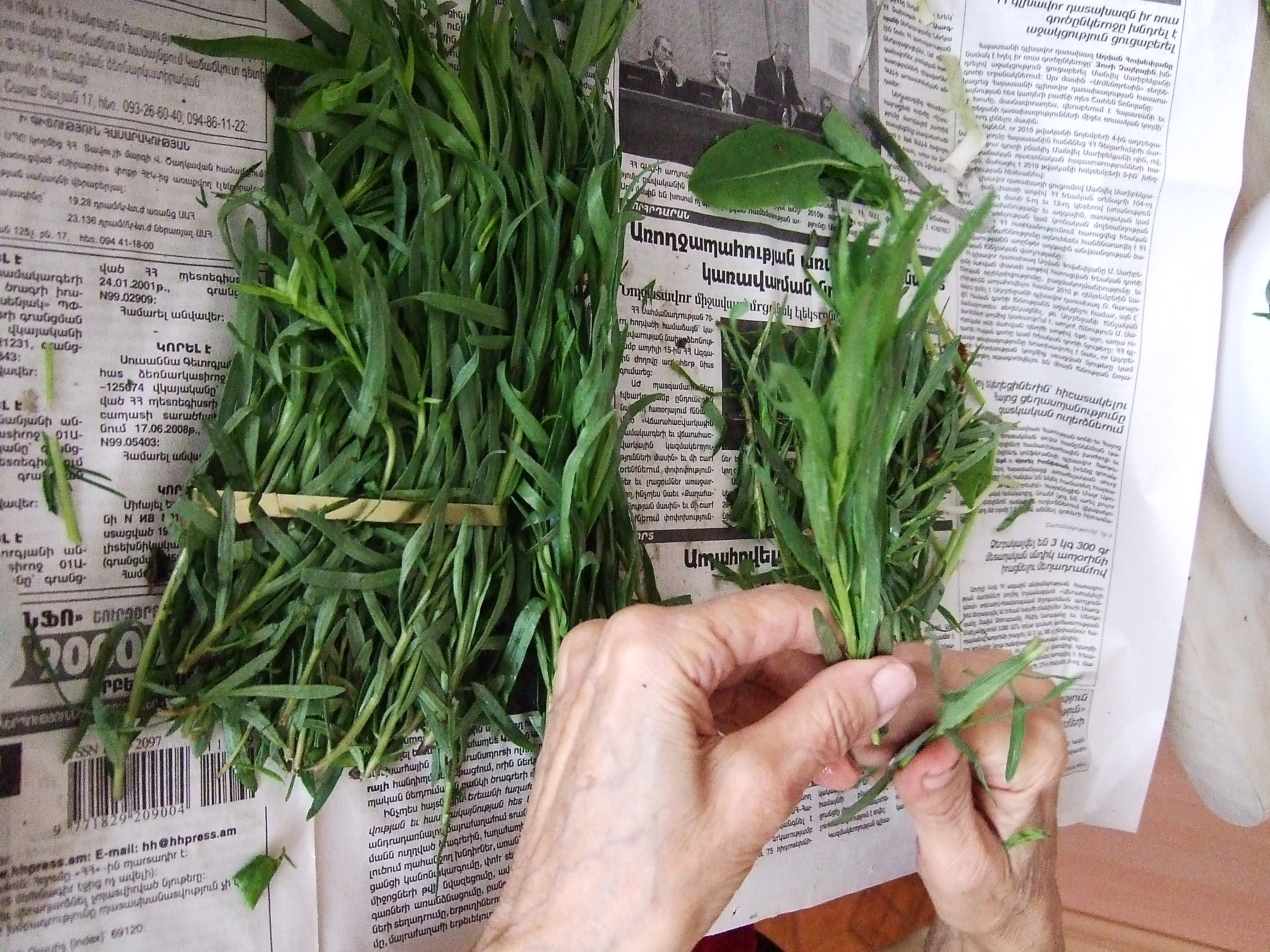
Листя тархуна
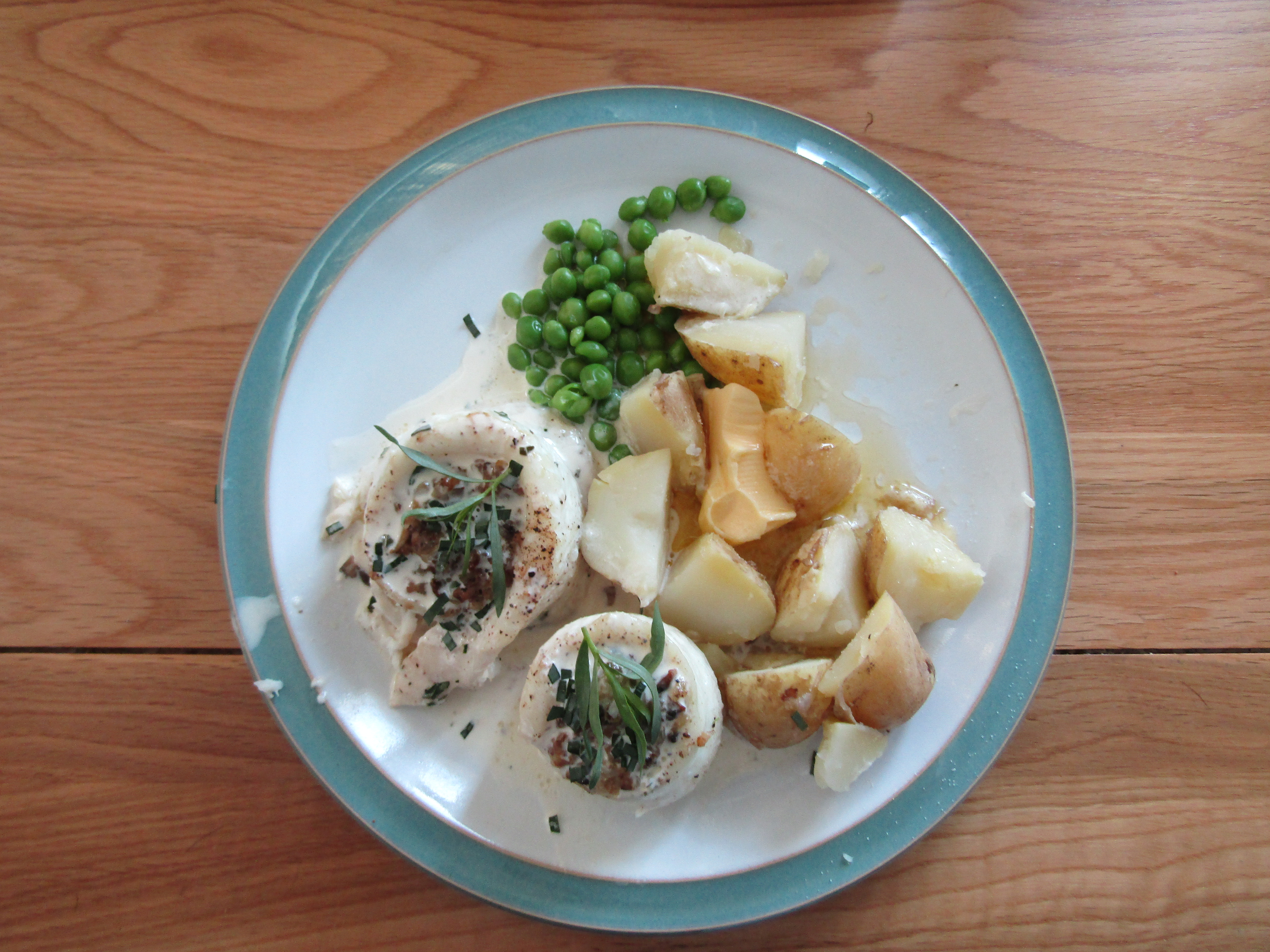
Їжа з естрагоном